# August Howaldt
August Ferdinand  Howaldt, född 23 oktober 1809 i Braunschweig, död 4 augusti 1883 i Kiel, var en tysk ingenjör, konstruktör och uppfinnare, företagare. Han var bror till Georg Ferdinand Howaldt.
Howaldt grundade Howaldtswerke-Deutsche Werft AG.